# Onze-Lieve-Vrouwekapel van Wijnendale

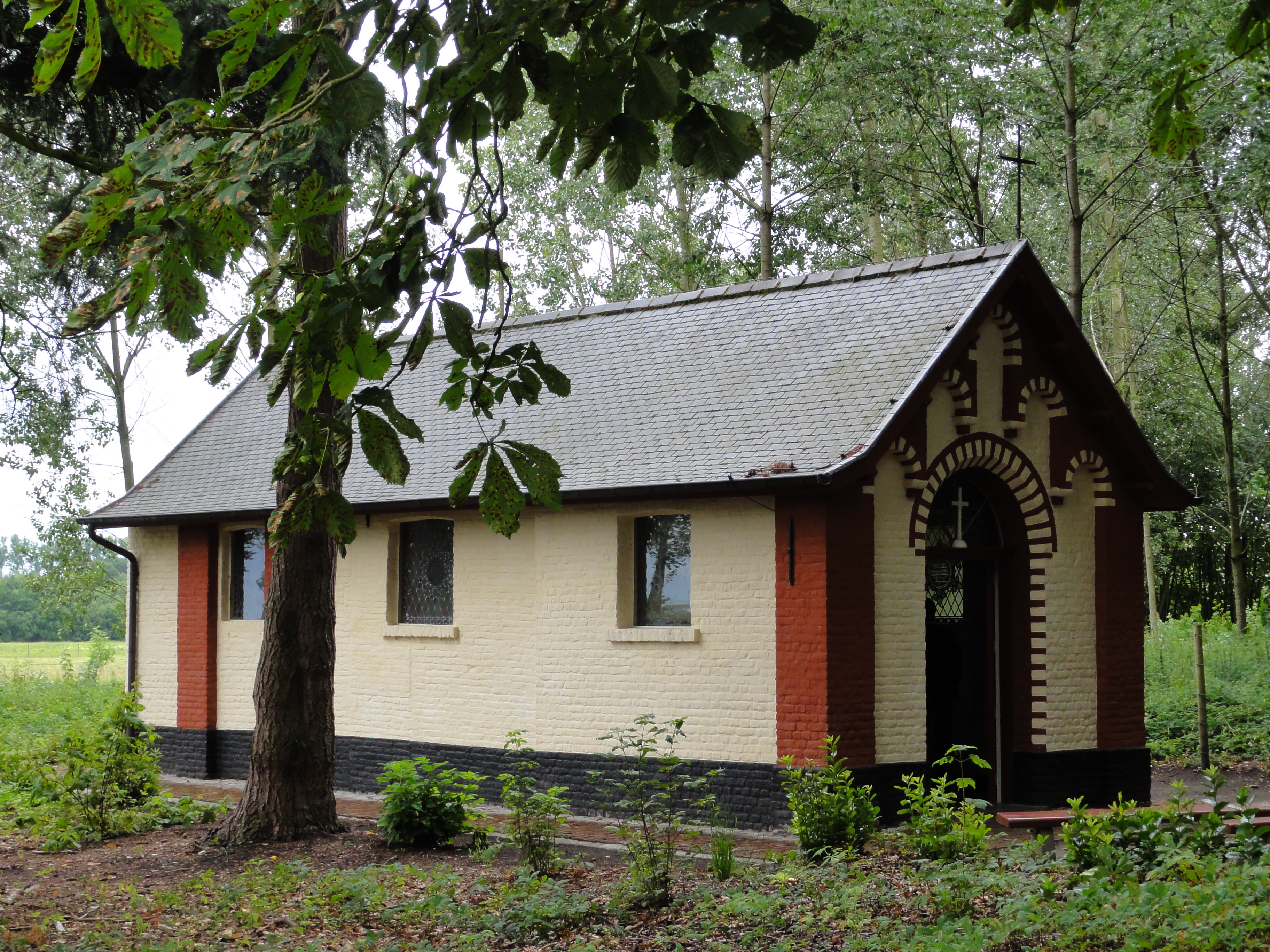
Onze-Lieve-Vrouwekapel

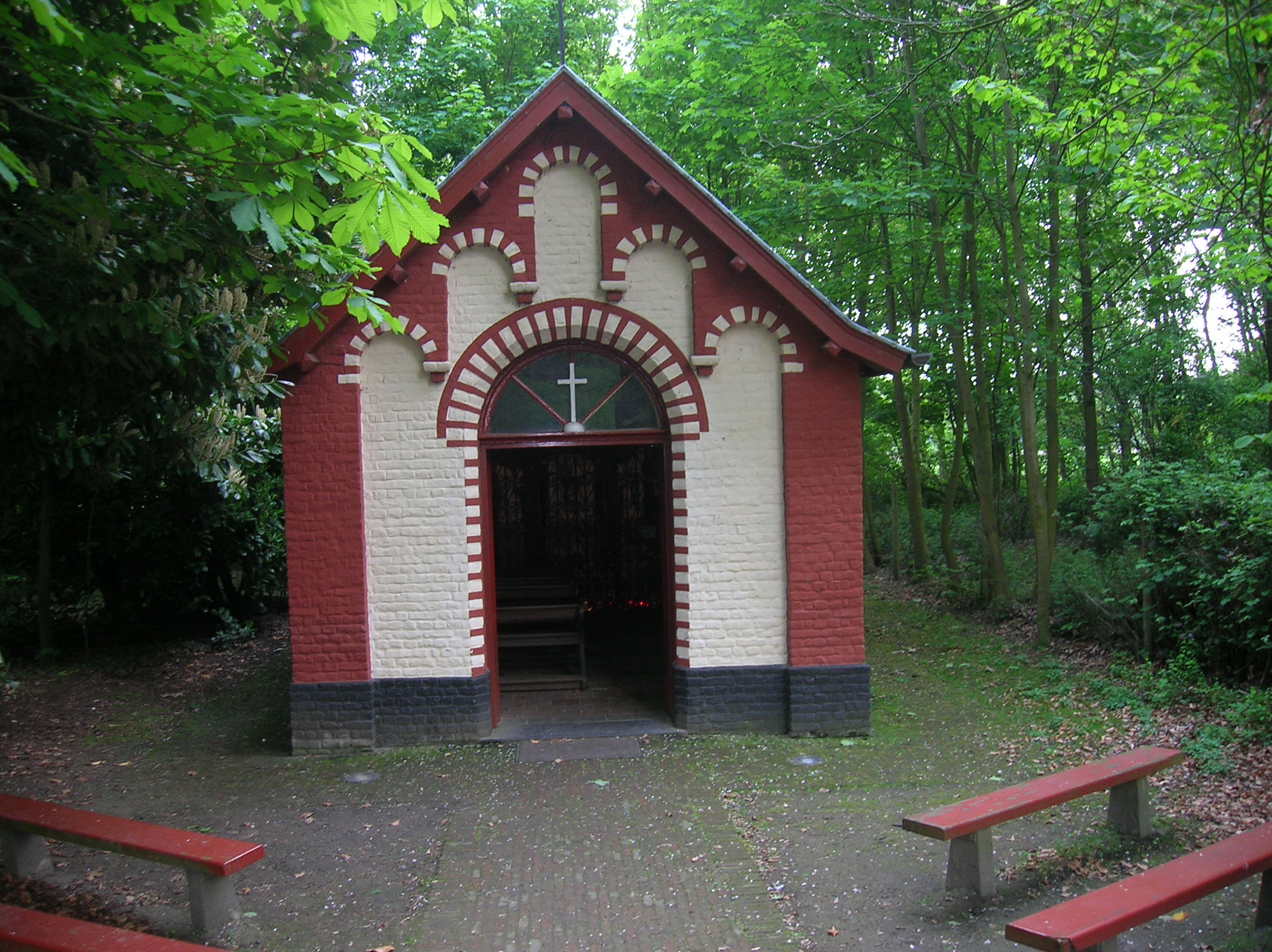
Ingang

De Onze-Lieve-Vrouw van Wijnendale is een bedevaartkapel in Wijnendale, een gehucht van de Belgische stad Torhout. De kapel staat bij het Kasteel van Wijnendale en is bekend in het Houtland en een drukbezocht bedevaartsoord.

## Gebouw
De huidige kapel zou teruggaan op het kapelletje dat reed stond aangeduid op de Ferrariskaart uit de jaren 1770 al een kapelletje aangeduid. 
Rond 1865 werd de kapel vergroot in opdracht van de eigenaars van het kasteel van Wijnendale, de familie Matthieu, en ingericht als een gedachteniskapel ter ere van de overleden familieleden. In 1982 werd het kapelletje mee opgenomen in de bescherming van de omgeving van het kasteel van Wijnendale als dorpsgezicht en in 1998 werd het kapelletje zelf beschermd als monument.

## Geschiedenis

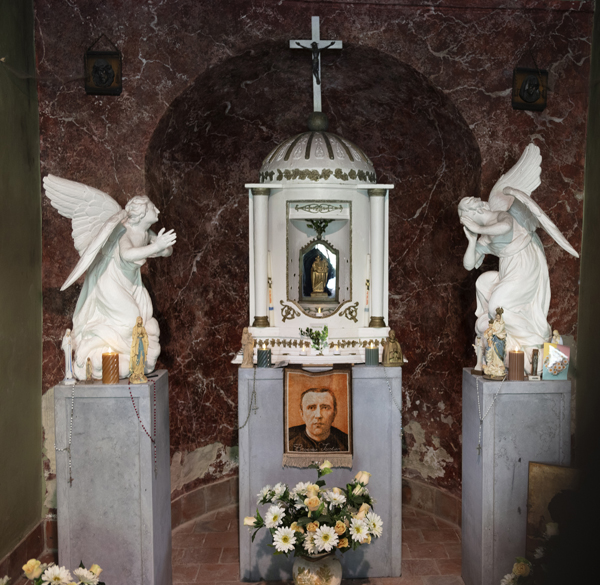
Altaar met koepelvormig tabernakel met daarin het houten Onze-Lieve-Vrouwebeeldje

Reeds in de 15de eeuw werd hier een bedevaartsoord vermeld. Er zijn verschillende verhalen over de oorsprong van de kapel.
De meest verspreide legende is een traditionele Marialegende. Volgens dit verhaal zou een vrome hand het beeldje uit hout hebben gesneden en in een kapelletje aan een oude eik hebben geplaatst. Toen de boom omgehakt werd, bracht men het beeldje naar de parochiekerk. 's Anderdaags vond men het echter op de plaats van de eik terug. Zo gebeurde dit nog enkele malen totdat men hier een kapel bouwde.
Sommige verwijzen naar Maria van Bourgondië, die daar van haar paard zou gevallen zijn. Andere vertellen dat de kapel teruggaat naar Boudewijn Hapkin. Hij zou ze gebouwd hebben omdat hij daar een bron had ontdekt tijdens een droge zomer. Volgens nog een andere versie zouden op deze plaats twee kinderen vermoord zijn door struikrovers.

## Verhalen

### Onze-Lieve-Vrouwe "terd den tee(n)"
Er bestaat een traditie dat men Onze-Lieve-Vrouw gelukkig nieuwjaar gaat wensen bij de jaarovergang. Op het feest van kapelletjesdag, op 25 maart, trekken er velen naar Wijnendale. Deze dag wordt in de volksmond ook wel Onze-Lieve-Vrouwe "terd den tee(n)" genoemd. De benaming "terd den tee(n)" komt van een oud volksgebruik waarbij boerenzoons hun zomerlief hier ontmoetten en een signaal gaven door op de tenen van de geliefde te gaan staan: terd (trap) den tee (teen).

### Sage van de eeuwige jager
Er zijn een aantal legenden verbonden aan het bos van Wijnendale. De bekendste is de sage van de eeuwige jager:
Een boer had een zoon die weigerde de oogst te helpen binnenhalen, hoewel een onweer dreigde. Hij nam zijn weitas, riep zijn honden en trok op jacht. De vader ontstak in gramschap en riep: "Gaat jagen, jaagt altijd en jaagt maar van nu tot in de eeuwigheid". De zoon kwam niet meer terug want hij was door de vervloeking gedoemd te blijven jagen. Nog altijd zou hij door de wouden jagen. 's Nachts hoort men hem soms roepen tot zijn honden: "Tutier, kom hier, Tutauw, kom gauw".